# Liste des circonscriptions électorales du Kent

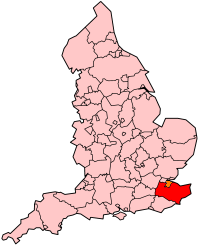
Le comté du Kent par rapport à l'Angleterre.

Le comté cérémoniel du Kent, (qui inclut l'autorité unitaire de Medway), est divisé en dix-sept circonscriptions parlementaires : un circonscriptions de Borough (borough constituencies), et seize circonscriptions de comté (county constituencies).

## Liste des circonscriptions
Dans le tableau suivant, la colonne « Majorité » indique l'avance en voix du candidat élu (dont le nom figure dans la colonne « Membre du Parlement ») sur son concurrent le plus proche (dont le nom figure dans la colonne « Opposition ») lors des dernières élections générales, celles de 2019.
| Circonscription              | Électeur | Majorité | Membre du Parlement | Membre du Parlement | Opposition | Opposition             | Carte |
| ---------------------------- | -------- | -------- | ------------------- | ------------------- | ---------- | ---------------------- | ----- |
| Ashford CC                   | 89,553   | 24,029   | C                   | Damian Green†       | T          | Sally Gathern‡         |       |
| Canterbury CC                | 80,203   | 1,836    | T                   | Rosie Duffield      | C          | Anna Firth             |       |
| Chatham and Aylesford CC     | 71,642   | 18,540   | C                   | Tracey Crouch       | T          | Vince Maple            |       |
| Dartford CC                  | 82,209   | 19,160   | C                   | Gareth Johnson      | T          | Sacha Gosine           |       |
| Dover CC                     | 76,355   | 12,278   | C                   | Natalie Elphicke    | T          | Charlotte Cornell      |       |
| Faversham and Mid Kent CC    | 73,403   | 21,976   | C                   | Helen Whately       | T          | Jenny Reeves           |       |
| Folkestone and Hythe CC      | 88,272   | 21,337   | C                   | Damian Collins      | T          | Laura Davison          |       |
| Gillingham and Rainham       | 73,549   | 15,119   | C                   | Rehman Chishti      | T          | Andy Stamp             |       |
| Gravesham                    | 73,242   | 15,581   | C                   | Adam Holloway       | T          | Lauren Sullivan        |       |
| Maidstone and The Weald CC   | 76,109   | 21,772   | C                   | Helen Grant         | T          | Dan Wilkinson          |       |
| North Thanet CC              | 72,756   | 17,189   | C                   | Roger Gale          | T          | Coral Jones            |       |
| Rochester and Strood CC      | 82,056   | 17,072   | C                   | Kelly Tolhurst      | T          | Teresa Murray          |       |
| Sevenoaks CC                 | 71,757   | 20,818   | C                   | Laura Trott         | LD         | Gareth Willis          |       |
| Sittingbourne and Sheppey CC | 83,917   | 24,479   | C                   | Gordon Henderson    | T          | Clive Johnson          |       |
| South Thanet CC              | 73,223   | 10,587   | C                   | Craig Mackinlay     | T          | Rebecca Gordon-Nesbitt |       |
| Tonbridge and Malling CC     | 79,278   | 26,941   | C                   | Tom Tugendhat       | LD         | Richard Morris         |       |
| Tunbridge Wells CC           | 74,823   | 14,645   | C                   | Greg Clark          | LD         | Ben Chapelard          |       |

## Changements de limites
| Nom | limites actuelles                    |
| --- | ------------------------------------ |
| 1. Ashford CC 2. Canterbury CC 3. Chatham and Aylesford CC 4. Dartford CC 5. Dover CC 6. Faversham and Mid Kent CC 7. Folkestone and Hythe CC 8. Gillingham BC 9. Gravesham CC 10. Maidstone and The Weald CC 11. Medway CC 12. North Thanet CC 13. Sevenoaks CC 14. Sittingbourne and Sheppey CC 15. South Thanet CC 16. Tonbridge and Malling CC 17. Tunbridge Wells CC | Parliamentary constituencies in Kent |

Les propositions actuelles de la Commissions conserverait ces
17 circonscriptions, avec des changements pour réaligner les limites des circonscriptions
avec les limites actuelles de l'administration locale ,
et de réduire la disparité entre les circonscriptions parlementaires.
Ils ont toutefois recommandé deux changements de nom:
Gillingham en
Gillingham and Rainham 
pour refléter la stature similaire des deux villes,
et Medway en 
Rochester and Strood 
pour éviter toute confusion avec l'autorité unitaire de Medway plus grande.
Ces changements devraient être mis en œuvre pour l'Élections générales de 2010.
| nom proposé | limites proposées                       |
| --- | --------------------------------------- |
| 1. Ashford CC 2. Canterbury CC 3. Chatham and Aylesford CC 4. Dartford CC 5. Dover CC 6. Faversham and Mid Kent CC 7. Folkestone and Hythe CC 8. Gillingham and Rainham BC 9. Gravesham CC 10. Maidstone and The Weald CC 11. North Thanet CC 12. Rochester and Strood CC 13. Sevenoaks CC 14. Sittingbourne and Sheppey CC 15. South Thanet CC 16. Tonbridge and Malling CC 17. Tunbridge Wells CC | Proposed Revised constituencies in Kent |

## Représentation historique par parti
Une cellule marquée → (avec un fond de couleur différente de la cellule précédente) indique que le MP précédent a continué à siéger avec un nouveau parti.

### 1885 à 1918
| Circonscription | 1885                | 1886                | 88                  | 89                  | 1892                | 93                  | 1895              | 98                | 99                | 1900              | 01                | 03                | 04                | 1906                 | Jan 1910             | Dec 1910             | 11                   | 12                   | 13                   | 15              | 17              | 18           |
| --------------- | ------------------- | ------------------- | ------------------- | ------------------- | ------------------- | ------------------- | ----------------- | ----------------- | ----------------- | ----------------- | ----------------- | ----------------- | ----------------- | -------------------- | -------------------- | -------------------- | -------------------- | -------------------- | -------------------- | --------------- | --------------- | ------------ |
| Ashford         | Pomfret             | Pomfret             | Pomfret             | Pomfret             | Hardy               | Hardy               | Hardy             | Hardy             | Hardy             | Hardy             | Hardy             | Hardy             | Hardy             | Hardy                | Hardy                | Hardy                | Hardy                | Hardy                | Hardy                | Hardy           | Hardy           | Hardy        |
| Canterbury      | Heaton              | Heaton              | Heaton              | Heaton              | Heaton              | Heaton              | Heaton            | Heaton            | Heaton            | Heaton            | Heaton            | Heaton            | Heaton            | Heaton               | Heaton               | Bennett-Goldney      | Bennett-Goldney      | Bennett-Goldney      | Bennett-Goldney      | Bennett-Goldney | Bennett-Goldney | Anderson     |
| Chatham         | Gorst               | Gorst               | Gorst               | Gorst               | Loyd                | Loyd                | Davies            | Davies            | Davies            | Davies            | Davies            | Davies            | Davies            | Jenkins              | Hohler               | Hohler               | Hohler               | Hohler               | Hohler               | Hohler          | Hohler          | Hohler       |
| Dartford        | Dyke                | Dyke                | Dyke                | Dyke                | Dyke                | Dyke                | Dyke              | Dyke              | Dyke              | Dyke              | Dyke              | Dyke              | Dyke              | Rowlands             | Mitchell             | Rowlands             | Rowlands             | Rowlands             | Rowlands             | Rowlands        | Rowlands        | Rowlands     |
| Dover           | Dickson             | Dickson             | Dickson             | Wyndham             | Wyndham             | Wyndham             | Wyndham           | Wyndham           | Wyndham           | Wyndham           | Wyndham           | Wyndham           | Wyndham           | Wyndham              | Wyndham              | Wyndham              | Wyndham              | Wyndham              | Ponsonby             | Ponsonby        | →               | →            |
| Faversham       | Knatchbull-Hugessen | Knatchbull-Hugessen | Knatchbull-Hugessen | Knatchbull-Hugessen | Knatchbull-Hugessen | Knatchbull-Hugessen | Barnes            | Barnes            | Barnes            | Howard            | Howard            | Howard            | Howard            | Napier               | Wheler               | Wheler               | Wheler               | Wheler               | Wheler               | Wheler          | Wheler          | Wheler       |
| Gravesend       | White               | White               | White               | White               | Palmer              | Palmer              | Palmer            | Ryder             | Ryder             | Parker            | Parker            | Parker            | Parker            | Parker               | Parker               | Parker               | Parker               | Parker               | Parker               | Parker          | Parker          | Richardson   |
| Hythe           | Watkin              | →                   | →                   | →                   | →                   | →                   | Edwards           | Edwards           | E. Sassoon        | E. Sassoon        | E. Sassoon        | E. Sassoon        | E. Sassoon        | E. Sassoon           | E. Sassoon           | E. Sassoon           | E. Sassoon           | P. Sassoon           | P. Sassoon           | P. Sassoon      | P. Sassoon      | P. Sassoon   |
| Isle of Thanet  | King-Harman         | King-Harman         | Lowther             | Lowther             | Lowther             | Lowther             | Lowther           | Lowther           | Lowther           | Lowther           | Lowther           | Lowther           | Marks             | Marks                | Craig                | Craig                | Craig                | Craig                | Craig                | Craig           | Craig           | Craig        |
| Maidstone       | Ross                | Ross                | Cornwallis          | Cornwallis          | Cornwallis          | Cornwallis          | Hunt              | Cornwallis        | Cornwallis        | Barker            | Evans             | Evans             | Evans             | Vane-Tempest-Stewart | Vane-Tempest-Stewart | Vane-Tempest-Stewart | Vane-Tempest-Stewart | Vane-Tempest-Stewart | Vane-Tempest-Stewart | Bellairs        | Bellairs        | Bellairs     |
| Medway          | Gathorne-Hardy      | Gathorne-Hardy      | Gathorne-Hardy      | Gathorne-Hardy      | Warde               | Warde               | Warde             | Warde             | Warde             | Warde             | Warde             | Warde             | Warde             | Warde                | Warde                | Warde                | Warde                | Warde                | Warde                | Warde           | Warde           | Warde        |
| Rochester       | Hughes-Hallett      | Hughes-Hallett      | Hughes-Hallett      | Knatchbull-Hugessen | Davies              | Gascoyne-Cecil      | Gascoyne-Cecil    | Gascoyne-Cecil    | Gascoyne-Cecil    | Gascoyne-Cecil    | Gascoyne-Cecil    | Tuff              | Tuff              | Lamb                 | Ridley               | Lamb                 | Lamb                 | Lamb                 | Lamb                 | Lamb            | Lamb            | Lamb         |
| St Augustine's  | Akers-Douglas       | Akers-Douglas       | Akers-Douglas       | Akers-Douglas       | Akers-Douglas       | Akers-Douglas       | Akers-Douglas     | Akers-Douglas     | Akers-Douglas     | Akers-Douglas     | Akers-Douglas     | Akers-Douglas     | Akers-Douglas     | Akers-Douglas        | Akers-Douglas        | Akers-Douglas        | McNeill              | McNeill              | McNeill              | McNeill         | McNeill         | McNeill      |
| Sevenoaks       | Mills               | Mills               | Mills               | Mills               | Forster             | Forster             | Forster           | Forster           | Forster           | Forster           | Forster           | Forster           | Forster           | Forster              | Forster              | Forster              | Forster              | Forster              | Forster              | Forster         | Forster         | Forster      |
| Tunbridge       | Norton              | Norton              | Norton              | Norton              | Griffith-Boscawen   | Griffith-Boscawen   | Griffith-Boscawen | Griffith-Boscawen | Griffith-Boscawen | Griffith-Boscawen | Griffith-Boscawen | Griffith-Boscawen | Griffith-Boscawen | Hedges               | Spender-Clay         | Spender-Clay         | Spender-Clay         | Spender-Clay         | Spender-Clay         | Spender-Clay    | Spender-Clay    | Spender-Clay |

### 1918 à 1950
| Circonscription | 1918           | 19             | 20             | 21             | 1922           | 23             | 1923           | 1924           | 27             | 28             | 1929         | 30           | 31           | 1931         | 33           | 35           | 1935         | 37          | 38          | 39          | 43          | 1945      | 45        | 46        | 47        |
| --------------- | -------------- | -------------- | -------------- | -------------- | -------------- | -------------- | -------------- | -------------- | -------------- | -------------- | ------------ | ------------ | ------------ | ------------ | ------------ | ------------ | ------------ | ----------- | ----------- | ----------- | ----------- | --------- | --------- | --------- | --------- |
| Bexley          |                |                |                |                |                |                |                |                |                |                |              |              |              |              |              |              |              |             |             |             |             | Adamson   | Adamson   | Bramall   | Bramall   |
| Orpington       |                |                |                |                |                |                |                |                |                |                |              |              |              |              |              |              |              |             |             |             |             | Smithers  | Smithers  | Smithers  | Smithers  |
| Ashford         | Steel          | Steel          | Steel          | Steel          | Steel          | Steel          | Steel          | Steel          | Steel          | Steel          | Kedward      | Kedward      | Kedward      | Knatchbull   | Spens        | Spens        | Spens        | Spens       | Spens       | Spens       | Smith       | Smith     | Smith     | Smith     | Smith     |
| Bromley         | Forster        | James          | James          | James          | James          | James          | James          | James          | James          | James          | James        | Campbell     | Campbell     | Campbell     | Campbell     | Campbell     | Campbell     | Campbell    | Campbell    | Campbell    | Campbell    | Campbell  | Macmillan | Macmillan | Macmillan |
| Canterbury      | McNeill        | McNeill        | McNeill        | McNeill        | McNeill        | McNeill        | McNeill        | McNeill        | Wayland        | Wayland        | Wayland      | Wayland      | Wayland      | Wayland      | Wayland      | Wayland      | Wayland      | Wayland     | Wayland     | Wayland     | Wayland     | White     | White     | White     | White     |
| Chatham         | Moore-Brabazon | Moore-Brabazon | Moore-Brabazon | Moore-Brabazon | Moore-Brabazon | Moore-Brabazon | Moore-Brabazon | Moore-Brabazon | Moore-Brabazon | Moore-Brabazon | Markham      | Markham      | →            | Goff         | Goff         | Goff         | Plugge       | Plugge      | Plugge      | Plugge      | Plugge      | Bottomley | Bottomley | Bottomley | Bottomley |
| Chislehurst     | A. Smithers    | A. Smithers    | A. Smithers    | A. Smithers    | Nesbitt        | Nesbitt        | Nesbitt        | W. Smithers    | W. Smithers    | W. Smithers    | W. Smithers  | W. Smithers  | W. Smithers  | W. Smithers  | W. Smithers  | W. Smithers  | W. Smithers  | W. Smithers | W. Smithers | W. Smithers | W. Smithers | Wallace   | Wallace   | Wallace   | Wallace   |
| Dartford        | Rowlands       | Rowlands       | Mills          | Mills          | Jarrett        | →              | Mills          | McDonnell      | McDonnell      | McDonnell      | Mills        | Mills        | Mills        | Clarke       | Clarke       | Clarke       | Clarke       | Clarke      | Adamson     | Adamson     | Adamson     | Dodds     | Dodds     | Dodds     | Dodds     |
| Dover           | Ponsonby       | Ponsonby       | Ponsonby       | Polson         | Astor          | Astor          | Astor          | Astor          | Astor          | Astor          | Astor        | Astor        | Astor        | Astor        | Astor        | Astor        | Astor        | Astor       | Astor       | Astor       | Astor       | Thomas    | Thomas    | Thomas    | Thomas    |
| Faversham       | Wheler         | Wheler         | Wheler         | Wheler         | Wheler         | Wheler         | Wheler         | Wheler         | Wheler         | Maitland       | Maitland     | Maitland     | Maitland     | Maitland     | Maitland     | Maitland     | Maitland     | Maitland    | Maitland    | Maitland    | Maitland    | Wells     | Wells     | Wells     | Wells     |
| Gillingham      | Hohler         | Hohler         | Hohler         | Hohler         | Hohler         | Hohler         | Hohler         | Hohler         | Hohler         | Hohler         | Gower        | Gower        | Gower        | Gower        | Gower        | Gower        | Gower        | Gower       | Gower       | Gower       | Gower       | Binns     | Binns     | Binns     | Binns     |
| Gravesend       | Richardson     | Richardson     | Richardson     | Richardson     | Richardson     | Richardson     | Isaacs         | Albery         | Albery         | Albery         | Albery       | Albery       | Albery       | Albery       | Albery       | Albery       | Albery       | Albery      | Albery      | Albery      | Albery      | Allighan  | Allighan  | Allighan  | Acland    |
| Hythe           | P. Sassoon     | P. Sassoon     | P. Sassoon     | P. Sassoon     | P. Sassoon     | P. Sassoon     | P. Sassoon     | P. Sassoon     | P. Sassoon     | P. Sassoon     | P. Sassoon   | P. Sassoon   | P. Sassoon   | P. Sassoon   | P. Sassoon   | P. Sassoon   | P. Sassoon   | P. Sassoon  | P. Sassoon  | Brabner     | Brabner     | Mackeson  | Mackeson  | Mackeson  | Mackeson  |
| Isle of Thanet  | Craig          | Harmsworth     | Harmsworth     | Harmsworth     | Harmsworth     | Harmsworth     | Harmsworth     | Harmsworth     | Harmsworth     | Harmsworth     | Balfour      | Balfour      | Balfour      | Balfour      | Balfour      | Balfour      | Balfour      | Balfour     | Balfour     | Balfour     | Balfour     | Carson    | Carson    | Carson    | Carson    |
| Maidstone       | Bellairs       | Bellairs       | Bellairs       | Bellairs       | Bellairs       | Bellairs       | Bellairs       | Bellairs       | Bellairs       | Bellairs       | Bellairs     | Bellairs     | Bellairs     | Bossom       | Bossom       | Bossom       | Bossom       | Bossom      | Bossom      | Bossom      | Bossom      | Bossom    | Bossom    | Bossom    | Bossom    |
| Sevenoaks       | Bennett        | Bennett        | Bennett        | Bennett        | Bennett        | Bennett        | Williams       | Styles         | Styles         | Styles         | Young        | Young        | Young        | Young        | Young        | Ponsonby     | Ponsonby     | Ponsonby    | Ponsonby    | Ponsonby    | Ponsonby    | Ponsonby  | Ponsonby  | Ponsonby  | Ponsonby  |
| Tonbridge       | Spender-Clay   | Spender-Clay   | Spender-Clay   | Spender-Clay   | Spender-Clay   | Spender-Clay   | Spender-Clay   | Spender-Clay   | Spender-Clay   | Spender-Clay   | Spender-Clay | Spender-Clay | Spender-Clay | Spender-Clay | Spender-Clay | Spender-Clay | Spender-Clay | Baillie     | Baillie     | Baillie     | Baillie     | Williams  | Williams  | Williams  | Williams  |

### 1950 à 1974
| Circonscription       | 1950           | 1951           | 53             | 55             | 1955           | 56             | 57            | 1959          | 62            | 64            | 1964          | 1966        | 1970          |                                 |
| --------------------- | -------------- | -------------- | -------------- | -------------- | -------------- | -------------- | ------------- | ------------- | ------------- | ------------- | ------------- | ----------- | ------------- | ------------------------------- |
| Ashford               | Deedes         | Deedes         | Deedes         | Deedes         | Deedes         | Deedes         | Deedes        | Deedes        | Deedes        | Deedes        | Deedes        | Deedes      | Deedes        |                                 |
| Beckenham             | Buchan-Hepburn | Buchan-Hepburn | Buchan-Hepburn | Buchan-Hepburn | Buchan-Hepburn | Buchan-Hepburn | Goodhart      | Goodhart      | Goodhart      | Goodhart      | Goodhart      | Goodhart    | Goodhart      | Transféré dans le Grand Londres |
| Bexley                | Heath          | Heath          | Heath          | Heath          | Heath          | Heath          | Heath         | Heath         | Heath         | Heath         | Heath         | Heath       | Heath         | Transféré dans le Grand Londres |
| Bromley               | Macmillan      | Macmillan      | Macmillan      | Macmillan      | Macmillan      | Macmillan      | Macmillan     | Macmillan     | Macmillan     | Macmillan     | Hunt          | Hunt        | Hunt          | Transféré dans le Grand Londres |
| Canterbury            | White          | White          | Thomas         | Thomas         | Thomas         | Thomas         | Thomas        | Thomas        | Thomas        | Thomas        | Thomas        | Crouch      | Crouch        |                                 |
| Chislehurst           | Hornsby-Smith  | Hornsby-Smith  | Hornsby-Smith  | Hornsby-Smith  | Hornsby-Smith  | Hornsby-Smith  | Hornsby-Smith | Hornsby-Smith | Hornsby-Smith | Hornsby-Smith | Hornsby-Smith | Macdonald   | Hornsby-Smith | Transféré dans le Grand Londres |
| Dartford              | Dodds          | Dodds          | Dodds          | Dodds          | Irving         | Irving         | Irving        | Irving        | Irving        | Irving        | Irving        | Irving      | Trew          |                                 |
| Dover                 | Arbuthnot      | Arbuthnot      | Arbuthnot      | Arbuthnot      | Arbuthnot      | Arbuthnot      | Arbuthnot     | Arbuthnot     | Arbuthnot     | Arbuthnot     | Ennals        | Ennals      | Rees          |                                 |
| Erith and Crayford    |                |                |                |                | Dodds          | Dodds          | Dodds         | Dodds         | Dodds         | Dodds         | Dodds         | Dodds       | Dodds         | Transféré dans le Grand Londres |
| Faversham             | Wells          | Wells          | Wells          | Wells          | Wells          | Wells          | Wells         | Wells         | Wells         | Boston        | Boston        | Boston      | Moate         |                                 |
| Folkestone and Hythe  | Mackeson       | Mackeson       | Mackeson       | Mackeson       | Mackeson       | Mackeson       | Mackeson      | Costain       | Costain       | Costain       | Costain       | Costain     | Costain       |                                 |
| Gillingham            | Burden         | Burden         | Burden         | Burden         | Burden         | Burden         | Burden        | Burden        | Burden        | Burden        | Burden        | Burden      | Burden        |                                 |
| Gravesend             | Acland         | Acland         | Acland         | Acland         | Kirk           | Kirk           | Kirk          | Kirk          | Kirk          | Kirk          | Murray        | Murray      | White         |                                 |
| Isle of Thanet        | Carson         | Carson         | Rees-Davies    | Rees-Davies    | Rees-Davies    | Rees-Davies    | Rees-Davies   | Rees-Davies   | Rees-Davies   | Rees-Davies   | Rees-Davies   | Rees-Davies | Rees-Davies   |                                 |
| Maidstone             | Bossom         | Bossom         | Bossom         | Bossom         | Bossom         | Bossom         | Bossom        | Wells         | Wells         | Wells         | Wells         | Wells       | Wells         |                                 |
| Orpington             | Smithers       | Smithers       | Smithers       | Sumner         | Sumner         | Sumner         | Sumner        | Sumner        | Lubbock       | Lubbock       | Lubbock       | Lubbock     | Stanbrook     | Transféré dans le Grand Londres |
| Rochester and Chatham | Bottomley      | Bottomley      | Bottomley      | Bottomley      | Bottomley      | Bottomley      | Bottomley     | Critchley     | Critchley     | Critchley     | Kerr          | Kerr        | Fenner        |                                 |
| Sevenoaks             | Rodgers        | Rodgers        | Rodgers        | Rodgers        | Rodgers        | Rodgers        | Rodgers       | Rodgers       | Rodgers       | Rodgers       | Rodgers       | Rodgers     | Rodgers       |                                 |
| Tonbridge             | Williams       | Williams       | Williams       | Williams       | Williams       | Hornby         | Hornby        | Hornby        | Hornby        | Hornby        | Hornby        | Hornby      | Hornby        |                                 |

### 1974 à aujourd’hui
| Circonscription                                                 | Fev 1974    | Oct 1974    | 1979        | 1983     | 1987       | 1992       | 1997             | 2001             | 2005             | 2010      | 14        | 2015      | 2017      | 17        | 18        | 19        |
| --------------------------------------------------------------- | ----------- | ----------- | ----------- | -------- | ---------- | ---------- | ---------------- | ---------------- | ---------------- | --------- | --------- | --------- | --------- | --------- | --------- | --------- |
| Ashford                                                         | Deedes      | Speed       | Speed       | Speed    | Speed      | Speed      | Green            | Green            | Green            | Green     | Green     | Green     | Green     | Green     | Green     | Green     |
| Canterbury                                                      | Crouch      | Crouch      | Crouch      | Crouch   | Brazier    | Brazier    | Brazier          | Brazier          | Brazier          | Brazier   | Brazier   | Brazier   | Duffield  | Duffield  | Duffield  | Duffield  |
| Dartford                                                        | Irving      | Irving      | Dunn        | Dunn     | Dunn       | Dunn       | Stoate           | Stoate           | Stoate           | Johnson   | Johnson   | Johnson   | Johnson   | Johnson   | Johnson   | Johnson   |
| Dover & Deal / Dover (1983-)                                    | Rees        | Rees        | Rees        | Rees     | Shaw       | Shaw       | Prosser          | Prosser          | Prosser          | Elphicke  | Elphicke  | Elphicke  | Elphicke  | →         | →         | →         |
| Faversham / Sittingbourne and Sheppey (1997)                    | Moate       | Moate       | Moate       | Moate    | Moate      | Moate      | Wyatt            | Wyatt            | Wyatt            | Henderson | Henderson | Henderson | Henderson | Henderson | Henderson | Henderson |
| Folkestone and Hythe                                            | Costain     | Costain     | Costain     | Howard   | Howard     | Howard     | Howard           | Howard           | Howard           | Collins   | Collins   | Collins   | Collins   | Collins   | Collins   | Collins   |
| Gillingham / & Rainham (2010)                                   | Burden      | Burden      | Burden      | Couchman | Couchman   | Couchman   | Clark            | Clark            | Clark            | Chishti   | Chishti   | Chishti   | Chishti   | Chishti   | Chishti   | Chishti   |
| Gravesend / Gravesham                                           | Ovenden     | Ovenden     | Brinton     | Brinton  | Arnold     | Arnold     | Pond             | Pond             | Holloway         | Holloway  | Holloway  | Holloway  | Holloway  | Holloway  | Holloway  | Holloway  |
| Maidstone / & The Weald (1997)                                  | Wells       | Wells       | Wells       | Wells    | Widdecombe | Widdecombe | Widdecombe       | Widdecombe       | Widdecombe       | Grant     | Grant     | Grant     | Grant     | Grant     | Grant     | Grant     |
| Rochester & Chatham / Medway (1983) / Rochester & Strood (2010) | Fenner      | Bean        | Fenner      | Fenner   | Fenner     | Fenner     | Marshall-Andrews | Marshall-Andrews | Marshall-Andrews | Reckless  | →         | Tolhurst  | Tolhurst  | Tolhurst  | Tolhurst  | Tolhurst  |
| Sevenoaks                                                       | Rodgers     | Rodgers     | Wolfson     | Wolfson  | Wolfson    | Wolfson    | Fallon           | Fallon           | Fallon           | Fallon    | Fallon    | Fallon    | Fallon    | Fallon    | Fallon    | Fallon    |
| Thanet W / North Thanet (1983)                                  | Rees-Davies | Rees-Davies | Rees-Davies | Gale     | Gale       | Gale       | Gale             | Gale             | Gale             | Gale      | Gale      | Gale      | Gale      | Gale      | Gale      | Gale      |
| Tonbridge & Malling                                             | Hornby      | Stanley     | Stanley     | Stanley  | Stanley    | Stanley    | Stanley          | Stanley          | Stanley          | Stanley   | Stanley   | Stanley   | Tugendhat | Tugendhat | Tugendhat | Tugendhat |
| Thanet East / South Thanet (1983)                               | Aitken      | Aitken      | Aitken      | Aitken   | Aitken     | Aitken     | Ladyman          | Ladyman          | Ladyman          | Sandys    | Sandys    | Mackinlay | Mackinlay | Mackinlay | Mackinlay | Mackinlay |
| Tunbridge Wells                                                 | Mayhew      | Mayhew      | Mayhew      | Mayhew   | Mayhew     | Mayhew     | Norman           | Norman           | Clark            | Clark     | Clark     | Clark     | Clark     | Clark     | Clark     | Clark     |
| Mid Kent / Faversham & Mid Kent (1997)                          |             |             |             | Rowe     | Rowe       | Rowe       | Rowe             | Robertson        | Robertson        | Robertson | Robertson | Whately   | Whately   | Whately   | Whately   | Whately   |
| Chatham and Aylesford                                           |             |             |             |          |            |            | Shaw             | Shaw             | Shaw             | Crouch    | Crouch    | Crouch    | Crouch    | Crouch    | Crouch    | Crouch    |

## Résultats

Fev 1974
Oct 1974
1979
1983
1987
1992
1997
2001
2005
2010
2015
2017
2019

## Liste des circonscriptions historique du Kent

### De 1983 à 1997
- Ashford
- Canterbury
- Dartford
- Dover
- Faversham
- Folkestone and Hythe
- Gillingham
- Gravesham
- Maidstone
- Medway
- Mid Kent
- North Thanet
- Sevenoaks
- South Thanet
- Tonbridge and Malling
- Tunbridge Wells